# Francisco Barrio
Francisco Albano Barrio (Buenos Aires; 22 de junio de 1989) es un luchador profesional de artes marciales mixtas y luchador olímpico argentino, que en el presente está radicado en Croacia. Fue el más exitoso representante del Seleccionado Argentino de Lucha Olímpica en la categoría hasta 66 kg. El 27 de junio firmó contrato con la organización más creciente y más grande de Europa, Final Fight Championship. Es el primer argentino que ha firmado contrato con una organización europea.

## Carrera

### Lucha olímpica
Desde su infancia estuvo interesado por el deporte, por lo que practicó varias disciplinas. A los siete años inició su participación en las actividades de lucha del club Lokomotiva de Zagreb.  Al año empezó a destacarse entre sus compañeros, lo que motivó que participara en campeonatos nacionales, y luego en eventos internacionales; en ellas, representó a la selección infantil de Croacia. En ese país adquirió experiencia al competir regularmente con luchadores de distintos países de Europa, destacándose como un luchador de gran potencial.
A los diecisiete retornó con su familia a su país de origen, Argentina, en donde continuó con las actividades de entrenamiento. Al cabo de unos meses de actividades, su participación en torneos y los logros alcanzados determinó que la Federación Argentina de Luchas Asociadas (F.A.L.A.) le ofreciera integrarse en la Selección Argentina de Lucha en la especialidad Greco-Romana. 
Ha logrado distintas victorias tanto local como internacionalmente: se consagró múltiple campeón argentino en las categorías juvenil y senior, siendo invicto en la categoría de 66kg. Se destacó en competencias internacionales tales como el Panamericano y el Sudamericano, logrando tres medallas en el primer torneo y dos en el segundo. Compitió en distintos torneos internacionales en América, Asia y Europa. 
Su trayectoria lo hizo ganador del Premio Olimpia de Plata en 2008, ganador del premio Jorge Newbery en 2008 y del Premio Revelación Clarín en 2010.   
En el presente, es el integrante de la Selección Argentina de Lucha con los mejores resultados en el medallero y se encuentra preparándose para clasificar a los Juegos Panamericanos 2011 en Guadalajara y Juegos Olímpicos del 2012 en Londres y 2016 en Río de Janeiro.
El 6 de mayo clasificó para los Juegos Panamericanos 2011 en Guadalajara, fue representante del equipo argentino en los Juegos Panamericanos 2011.
El 22 de julio obtuvo la medalla de bronce en los Juegos del Alba, en Venezuela, en la categoría hasta 74 kg.
Francisco ha ganado más de 100 luchas en toda su carrera deportiva en Lucha greco-romana.

### Artes marciales mixtas
Francisco empezó su carrera profesional en  artes marciales mixtas (conocido como MMA en inglés) el 14 de julio en el Conviction contra Sebastian Mendez y ganó en 0:51sec via un Mata Leon.
Está invicto en las artes marciales mixtas . El 27 de junio de 2013 firmó contrato con FFC (Final fight Championship) la organización de MMA más grande de Europa.
Ganó su debut en el FFC (Final Fight Championship) contra Darko Banovic por decisión unánime dominando toda la pelea.
En marzo de 2014 Francisco fue clasificado prospecto n.º 7 en el mundo en 66 kg.

## Campeonatos y logros
| Revelación Clarín 2010 |
| Olimpia de plata 2008  |
| Premios newberry 2008  |

### Resultados destacados
- Campeón Argentino : 2006, 2007, 2008, 2009, 2010, 2011 y 2012.
- Campeonato Panamericano Junior 2007 – Grecorromana  (plata).
- Campeonato Panamericano Junior 2008 – Grecorromana  (plata).
- Campeonato Panamericano Mayores 2010 –  (bronce).
- IX Juegos Sudamericanos Mayores 2010 - Grecorromana  (oro).[7]

## Récords en artes marciales mixtas
| Result   | Record | Opponent            | Method                                  | Event                                 | Date                     | Round | Time | Location                       | Notes                                                               |
| -------- | ------ | ------------------- | --------------------------------------- | ------------------------------------- | ------------------------ | ----- | ---- | ------------------------------ | ------------------------------------------------------------------- |
| Victoria | 14-4   | Bojan Kosednar      | Decisión (unánime)                      | FNC 20: Fabjan vs. Ilić               | 23 de noviembre de 2024  | 3     | 5:00 | Zagreb, Croacia                |                                                                     |
| Victoria | 13-4   | Dušan Džakić        | Decisión (unánime)                      | Ahilej FNC 17: Meridianbet Epic Clash | 1 de junio de 2024       | 3     | 5:00 | Belgrado, Serbia               |                                                                     |
| Derrota  | 12-4   | Aymard Guih         | Decisión (dividida)                     | XTB KSW 93: Parnasse vs. Mircea       | 6 de abril de 2024       | 3     | 5:00 | París, Francia                 |                                                                     |
| Victoria | 12-3   | Vaso Bakočević      | Sumisión (rear-naked choke)             | FNC 13                                | 4 de noviembre de 2023   | 2     | 3:24 | Belgrado, Serbia               |                                                                     |
| Victoria | 11-3   | Arlen Ribeiro       | Sumisión (rear-naked choke)             | FNC 10: Croata vs. Ribeiro            | 4 de marzo de 2023       | 3     | 3:31 | Ljubuški, Bosnia y Herzegovina | Ganó el cinturón del campeonato de peso ligero de la FNC.           |
| Derrota  | 10-3   | Maciej Kazieczko    | KO (golpe)                              | KSW 76: Parnasse vs. Rajewski         | 12 de noviembre de 2022  | 3     | 3:20 | Grodzisk Mazowiecki, Polonia   |                                                                     |
| Victoria | 10-2   | Łukasz Rajewski     | Sumisión (rear-naked choke)             | KSW 70: Pudzian vs. Materla           | 28 de mayo de 2022       | 2     | 2:52 | Lodz, Polonia                  |                                                                     |
| Victoria | 9-2    | Vaso Bakočević      | Sumisión (guillotine choke)             | FNC: Armagedon Quarterfinals          | 11 de septiembre de 2021 | 1     | 1:00 | Šibenik, Croacia               |                                                                     |
| Victoria | 8-2    | Bartłomiej Kopera   | Decisión (unánime)                      | KSW 58: Parnasse vs. Torres           | 30 de enero de 2021      | 3     | 5:00 | Lodz, Polonia                  |                                                                     |
| Derrota  | 7-2    | Mateusz Legierski   | Decisión (mayoritaria)                  | KSW 56: Polska vs. Chorwacja          | 14 de noviembre de 2020  | 3     | 5:00 | Lodz, Polonia                  |                                                                     |
| Victoria | 7-1    | Aleksandar Janković | Sumisión (palanca de cuello)            | FNC 3                                 | 31 de julio de 2020      | 2     | 2:19 | Zagreb, Croacia                |                                                                     |
| Victoria | 6-1    | Adi Durakovic       | TKO (incapacidad para seguir luchando)  | FNC 2: Edge of Tomorrow               | 14 de diciembre de 2019  | 1     | 0:18 | Zagreb, Croacia                |                                                                     |
| Derrota  | 5-1    | Filip Pejić         | TKO (golpes)                            | FFC 15: Jurković vs. Stolzenbach      | 21 de noviembre de 2014  | 1     | 4:20 | Poreč, Croacia                 | Eliminadora por el cinturón del campeonato de peso pluma de la FFC. |
| Victoria | 5-0    | Patrick Peresa      | Summision (Mata leon)                   | FFC 13: Jurković vs. Tavares          | 6 de junio de 2014       | 3     | 0:52 | Zadar, Croacia                 |                                                                     |
| Victoria | 4-0    | Darko Banovic       | Decisión (unánime)                      | FFC 8: Zelg vs. Rodriguez             | 25 Oct 2013              | 3     | 5:00 | Zagreb, Croacia                |                                                                     |
| Victoria | 3-0    | Esteban Zúñiga      | TKO (interrupción por parte del médico) | Killer Instinct Fight 2               | 25 de mayo de 2013       | 1     | 1:05 | Neuquén, Argentina             |                                                                     |
| Victoria | 2-0    | Alexander Ceballos  | Submission (Americana)                  | Killer Instinct Fight 1               | 20 de octubre de 2012    | 1     | 3:11 | Neuquén, Argentina             |                                                                     |
| Victoria | 1-0    | Santiago Mendez     | Sumisión (rear-naked choke)             | Conviction MMA 3: Argentina vs. Peru  | 14 de julio de 2012      | 1     | 1:14 | Buenos Aires, Argentina        |                                                                     |